# Chisocheton setosus
Chisocheton setosus är en tvåhjärtbladig växtart som beskrevs av Henry Nicholas Ridley. Chisocheton setosus ingår i släktet Chisocheton och familjen Meliaceae. Inga underarter finns listade i Catalogue of Life.